# Rokia
Rokia est un prénom féminin d'Afrique noire, équivalent de l'arabe Rukayya, prénom de la deuxième fille de Mahomet et Khadija.

## Personnalités
- Pour l'ensemble des articles sur les personnes portant ce prénom, consulter :
  - la liste des articles dont le titre commence par ce prénom
  - les listes produites par Wikidata : Liste des personnes de prénom « Ruqayya » — même liste en incluant les éventuels prénoms composés qui contiennent « Ruqayya ».
- Rokia Traoré (née en 1974), chanteuse malienne.